# Liste der Kulturdenkmäler in Irrel
In der Liste der Kulturdenkmäler in Irrel sind alle Kulturdenkmäler der rheinland-pfälzischen Ortsgemeinde Irrel aufgeführt. Grundlage ist die Denkmalliste des Landes Rheinland-Pfalz (Stand: 27. Juni 2022).

## Denkmalzonen
| Bezeichnung                    | Lage           | Baujahr                    | Beschreibung                                                                           | Bild            |
| ------------------------------ | -------------- | -------------------------- | -------------------------------------------------------------------------------------- | --------------- |
| Denkmalzone Jüdischer Friedhof | Talstraße Lage | Mitte des 19. Jahrhunderts | sechs Grabstätten auf langgestrecktem Areal; zwei Grabsteine, bezeichnet 1916 und 1919 | Fotos hochladen |

## Einzeldenkmäler
| Bezeichnung                           | Lage                                       | Baujahr  | Beschreibung | Bild                           |
| ------------------------------------- | ------------------------------------------ | -------- | --- | ------------------------------ |
| Kapelle                               | Ewerhartstraße, vor Nr. 8 Lage             | 1923     | Kapelle mit Gärtchen; neugotischer Buckelquaderbau, 1923 | Fotos hochladen                |
| Schulhaus                             | Ewerhartstraße 14 Lage                     | 1923/24  | ehemalige Schule mit Lehrerwohnungen; großvolumiger Flügelbau, Reformarchitektur, 1923/24                                                                                  | Fotos hochladen                |
| Katholische Pfarrkirche St. Ambrosius | Hauptstraße 20 Lage                        | 1961/62  | Saalbau mit schiffsbugartig vorspringendem Chor und flachgedeckten Abseiten, freistehender Turm, 1961/62, Architekt Hans Geimer, Bitburg; mit Ausstattung; ortsbildprägend | weitere Bilder Fotos hochladen |
| Kirchturm St. Ambrosius               | Hauptstraße, zwischen Nr. 53 und 55 Lage   | 1510     | viergeschossiger ehemaliger Chorturm, 1510, Rundfenster 1840 | Fotos hochladen                |
| Panzerwerk Katzenkopf                 | nördlich des Ortes auf dem Katzenkopf Lage | 1937/39  | nördlichstes der 32 Panzerwerke des Westwalls, 1937/39 | weitere Bilder Fotos hochladen |
| Südportal des Irreler Tunnels         | nördlich des Ortes Lage                    | vor 1915 | Südportal des Irreler Tunnels der Nims-Sauertalbahn bei Streckenkilometer 21; Teil der bis 1915 vollendeten Eisenbahnstrecke von Bitburg-Erdorf nach Irrel                 | BW                             |